# Marianna Rombolà
Marianna Rombolà (Gioia Tauro, 3 settembre 1944) è un'attivista italiana, eletta Donna d'Europa nel 1989 per il suo impegno nella lotta alla mafia..a seguito dell'uccisione del marito, il sindaco Vincenzo Gentile, avvenuta nel 1987 per mano delle cosche mafiose della Piana di Gioia Tauro.
Per questo suo impegno è stata designata da una commissione italiana a rappresentare l'Italia al prestigioso premio europeo, che le è stato assegnato da una giuria di donne provenienti da tutta Europa.
La sua lotta contro la mafia permise all'allora procuratore della Repubblica di Palmi Agostino Cordova di poter condannare vari esponenti mafiosi legati alle cosche locali.